# Chad Coombes
Chad Coombes (Hamilton, 9 settembre 1983) è un allenatore di calcio ed ex calciatore neozelandese, di ruolo centrocampista, tecnico del West Coast Rangers.

## Carriera
Con la maglia dell'Auckland City ha vinto quattro campionati neozelandesi e quattro edizioni della Champions League oceanica: nel 2006, nel 2008-2009, nel 2010-2011 e nel 2011-2012.
In virtù di questi trionfi ha partecipato a tre edizioni del Mondiale per club: nel 2006 (2 partite giocate; 0 gol), nel 2009 (3 partite giocate; 1 gol) e nel 2011.
Ha debuttato in Nazionale neozelandese il 3 marzo 2010 in amichevole contro il Messico (sconfitta 0-2).

## Palmarès

### Club

#### Competizioni nazionali
- Campionato neozelandese: 6

Auckland City: 2004-2005, 2005-2006, 2006-2007, 2008-2009
Waitakere United: 2012-2013
- ASB Charity Cup: 1

Waitakere United: 2012

#### Competizioni internazionali
- OFC Champions League: 4

Auckland City: 2006, 2008-2009, 2010-2011, 2011-2012